# Prismatocarpus cordifolius
Prismatocarpus cordifolius är en klockväxtart som beskrevs av Robert Stephen Adamson. Prismatocarpus cordifolius ingår i släktet Prismatocarpus och familjen klockväxter. Inga underarter finns listade i Catalogue of Life.